# Lodowiec Drygalskiego

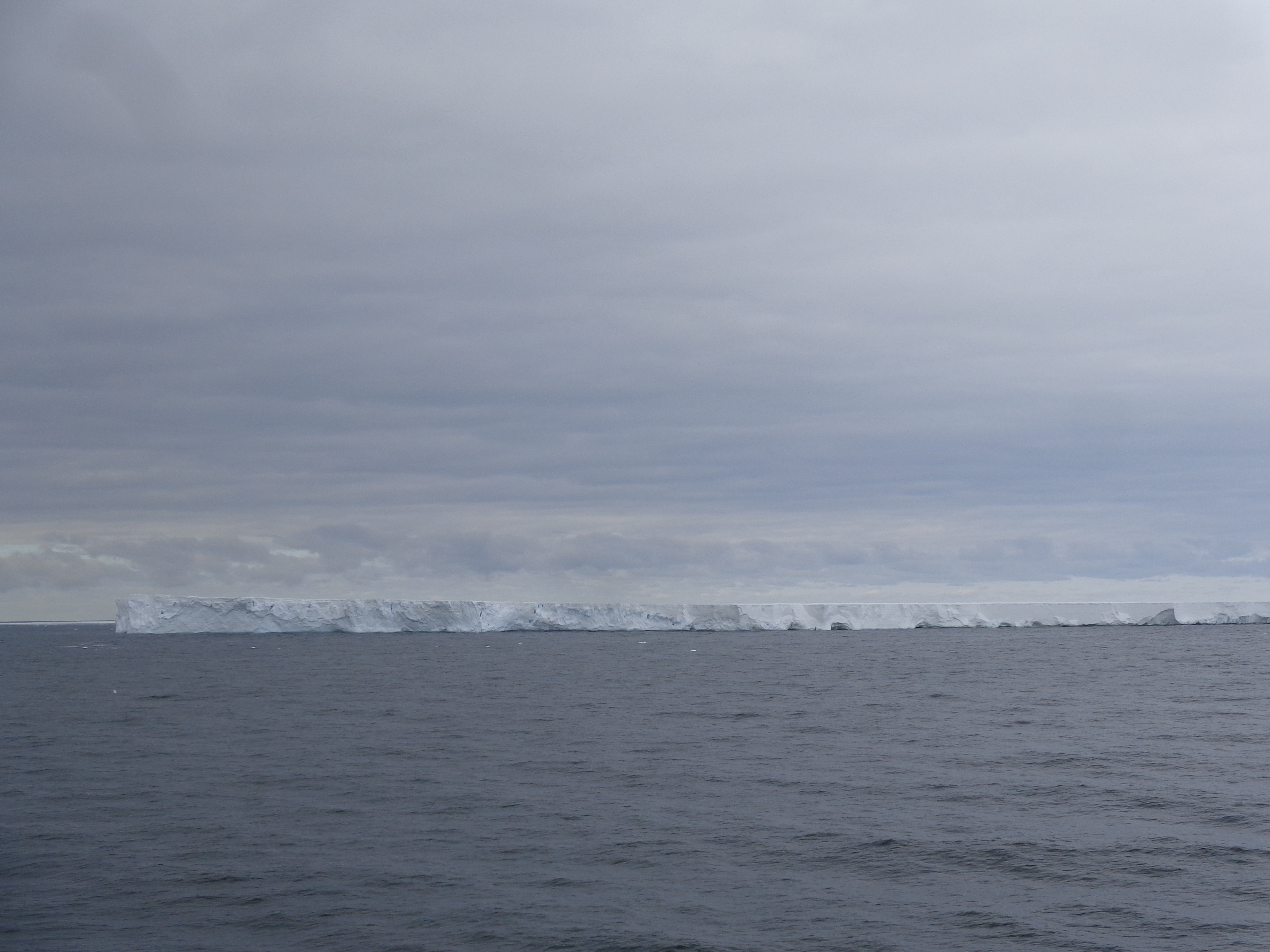
Lodowiec Drygalskiego widziany z morza

Lodowiec Drygalskiego (ang. Drygalski Ice Tongue) – jęzor lodowcowy na Antarktydzie, znajdujący się na Wybrzeżu Scotta, będący pływającym przedłużeniem Lodowca Davida.

## Geografia
Lodowiec Drygalskiego wcina się na ok. 50 km w głąb Morza Rossa, ma szerokość od 14 do 24 km i grubość 50–200 m. Kapitan Robert Falcon Scott, kierownik Brytyjskiej Wyprawy Antarktycznej 1901–1904, odkrył ten jęzor lodowcowy w styczniu 1902 roku. Jego nazwa upamiętnia polarnika Ericha von Drygalskiego. Na północ od tego lodowca utrzymuje się obszar otwartej wody, umożliwiając istnienie kolonii pingwinów. Wykorzystując między innymi datowanie ich guana, ustalono, że jęzor ten istnieje od co najmniej 4000 lat.

## Zderzenia z górami lodowymi

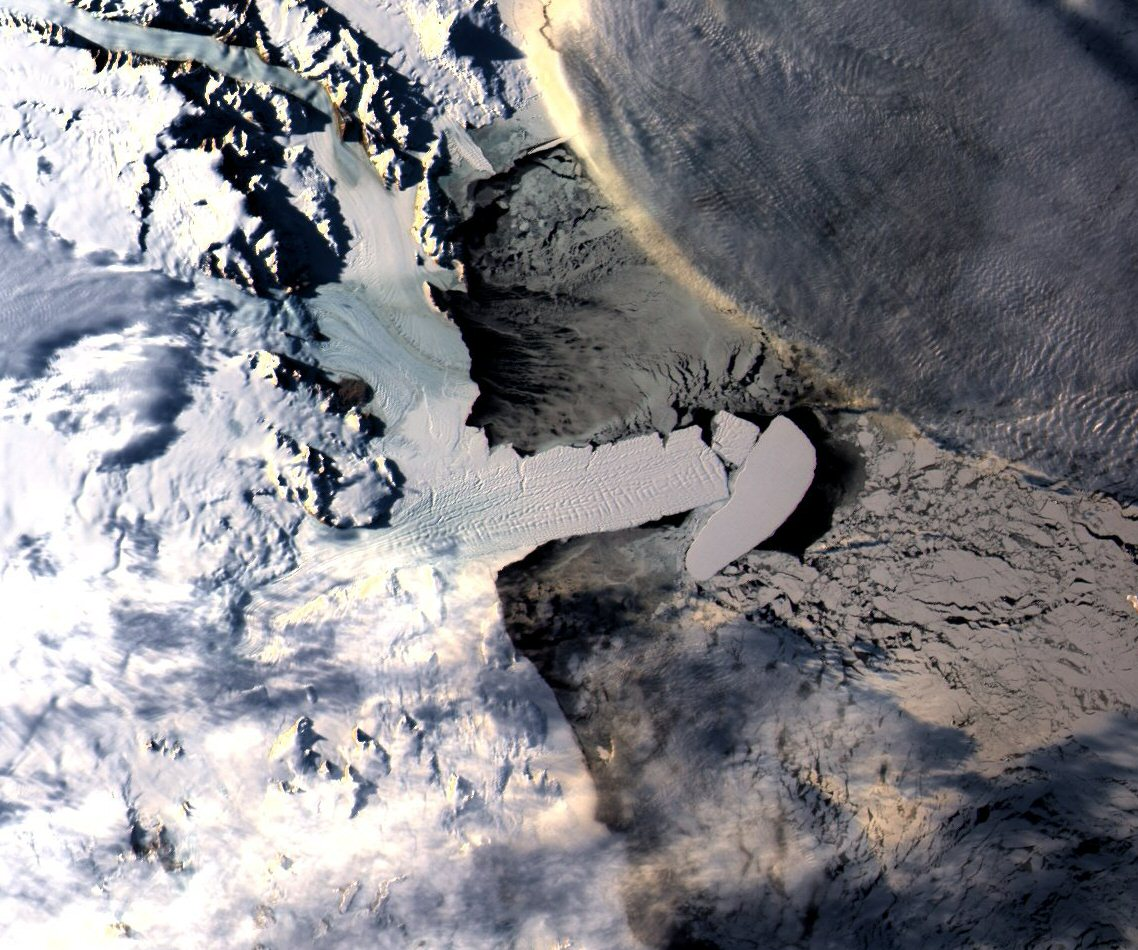
Uderzenie góry lodowej C-16 w Lodowiec Drygalskiego

W marcu 2005 roku największa góra lodowa w notowanej historii, o nazwie B-15, otarła się o ten lodowiec odłamując dwunastokilometrowy fragment. W 2006 roku uderzenie kolejnej olbrzymiej góry lodowej C-16 także skróciło ten jęzor lodowcowy.